# 6247 Amanogawa
6247 Amanogawa este un asteroid din centura principală de asteroizi.

## Descriere
6247 Amanogawa este un asteroid din centura principală de asteroizi. A fost descoperit pe 21 noiembrie 1990 la Kitami de Kin Endate și Kazuro Watanabe. Asteroidul prezintă o orbită caracterizată de o semiaxă mare de 2,39 ua, o excentricitate de 0,06 și o înclinație de 8,6° în raport cu ecliptica.